# Gdybyś kiedyś
Gdybyś kiedyś – utwór polskiego rapera Palucha, wydany w listopadzie 2016 roku, pochodzący z albumu Ostatni krzyk osiedla.
Nagranie uzyskało certyfikat dwukrotnie diamentowej płyty (2021). Utwór zdobył ponad 105 milionów wyświetleń w serwisie YouTube (2023) oraz ponad 19  milionów odsłuchań w serwisie Spotify (2023).
Producentem utworu jest Maiky Beatz.

## Twórcy
- Paluch – słowa[2][1]
- Maiky Beatz – producent[1]